# Peziza granulosa
Peziza granulosa är en svampart som beskrevs av Schumach. 1803. Peziza granulosa ingår i släktet Peziza och familjen Pezizaceae.  Arten är reproducerande i Sverige. Inga underarter finns listade i Catalogue of Life.